# Палечница (гмина)
Гмина Палечница (пол. Gmina Pałecznica) — сельская гмина (волость) в Польше, входит как административная единица в Прошовицкий повет, Малопольское воеводство. Население — 3732 человека (на 2004 год).

## Демография
| Перепись                         | Всего   | Всего | Женщины | Женщины | Мужчины | Мужчины |
| -------------------------------- | ------- | ----- | ------- | ------- | ------- | ------- |
| Единицы                          | человек | %     | человек | %       | человек | %       |
| Население                        | 3732    | 100   | 1854    | 49,7    | 1878    | 50,3    |
| Плотность населения (чел./кв.км) | 77,8    | 77,8  | 38,7    | 38,7    | 39,2    | 39,2    |

## Сельские округа
1. Болюв
2. Чушув
3. Грушув
4. Ибрамовице
5. Лелёвице-Колёня
6. Лашув
7. Надзув
8. Незвоёвице
9. Палечница
10. Паменцице
11. Печоноги
12. Сольча
13. Судолек
14. Виняры

## Соседние гмины
1. Гмина Казимежа-Велька
2. Гмина Прошовице
3. Гмина Рацлавице
4. Гмина Радземице
5. Гмина Скальбмеж